# 해리 포터 프리퀄
해리포터 프리퀄(Harry Potter prequel)은 800단어 분량의 제목 없는 단편 소설로, J. K. 롤링이 쓴 해리 포터의 프리퀄 작품이다. 이 소설은 J. K. 롤링이 2008년 자선 경매 행사의 일환으로 집필했으며, 25,000파운드에 낙찰되었다. 이 소설은 What's Your Story Postcard Collection의 일부로 출판되었다. 이 이야기는 시리우스 블랙과 제임스 포터가 해리 포터 시리즈 사건 이전에 머글 경찰과 조우하는 내용을 담고 있다. 원고는 2017년에 도난당했으며, 2025년 현재까지도 찾지 못했다.
전체 원고는 해리 포터 팬 웹사이트인 MuggleNet에서 찾을 수 있다.

## 줄거리
두 명의 머글 경찰관이 과속하는 오토바이를 막다른 골목까지 추격하여, 그 탑승자인 시리우스 블랙과 제임스 포터를 궁지로 몰아넣는다. 경찰관들이 둘을 추궁하는 동안, 세 명의 남자가 빗자루를 타고 골목으로 날아든다. 제임스와 시리우스는 마법으로 경찰차를 뒤집고, 빗자루들은 그 차에 부딪혀 탑승자들을 정신을 잃게 만든다. 경찰관들이 두려움에 서로를 붙잡는 동안, 시리우스와 제임스는 오토바이로 돌아가 날아간다.
롤링은 이야기 카드에 다음과 같은 말로 결론을 내린다. "내가 작업하고 있지 않은 프리퀄에서 – 하지만 재미있었다!"

## 역사

### 배경
2008년 6월 11일, 워터스톤스는 "What's Your Story?"라는 자선 행사를 개최했다. 롤링을 포함한 13명의 작가들은 A5 카드에 이야기를 써서 경매에 부쳐졌으며, 수익금은 잉글리시 펜과 난독증 행동에 기부되었다. 롤링의 카드는 도쿄에 본사를 둔 투자 은행 컨설팅 회사 Red-33의 사장인 히라 딕팔에게 25,000파운드에 팔렸다. 13장의 카드 판매로 모금된 총액은 47,150파운드였다.

### 도난
2017년 4월, 프리퀄 원고가 버밍엄에서 발생한 강도 사건으로 도난당했다. 롤링은 이 사건에 대해 트윗을 올리며 팬들에게 이 작품을 사지 말 것을 요청했고, 웨스트 미들랜즈 경찰은 정보 제공을 호소했다. 강도 피해자는 BBC에 이 작품이 "값을 매길 수 없을 정도로 귀중하다"고 말하며, 합법적으로 다시 판매될 경우 추가적인 좋은 목적을 위해 기금을 모을 잠재력이 있다고 덧붙였다. 그는 "이것을 가져가거나 훔쳤거나 구매할 사람이 이것이 사람들에게 어떤 이점을 줄 수 있는지, 무엇을 할 수 있는지 정말로 이해할 것이라고 생각하지 않는다"고 말했다. "만약 파괴되거나 분실된다면, 그것은 큰 손실이다." 2025년 7월 기준 원고의 행방에 대한 보도는 없다.